# Новоконстантиновка (Благоварский район)
Новоконстанти́новка (баш. Яңы Константиновка) — село в Благоварском районе Республики Башкортостан Российской Федерации. Входит в состав Мирновского сельсовета.

## География

### Географическое положение
Расстояние до:
- районного центра (Языково): 26 км,
- центра сельсовета (Мирный): 10 км,
- ближайшей ж/д станции (Благовар): 42 км.

## Население
| 2002 | 2009 | 2010 |
| ---- | ---- | ---- |
| 230  | ↘211 | ↘176 |

Национальный состав
Согласно переписи 2002 года, преобладающая национальность — украинцы (35 %).